# Lucheux

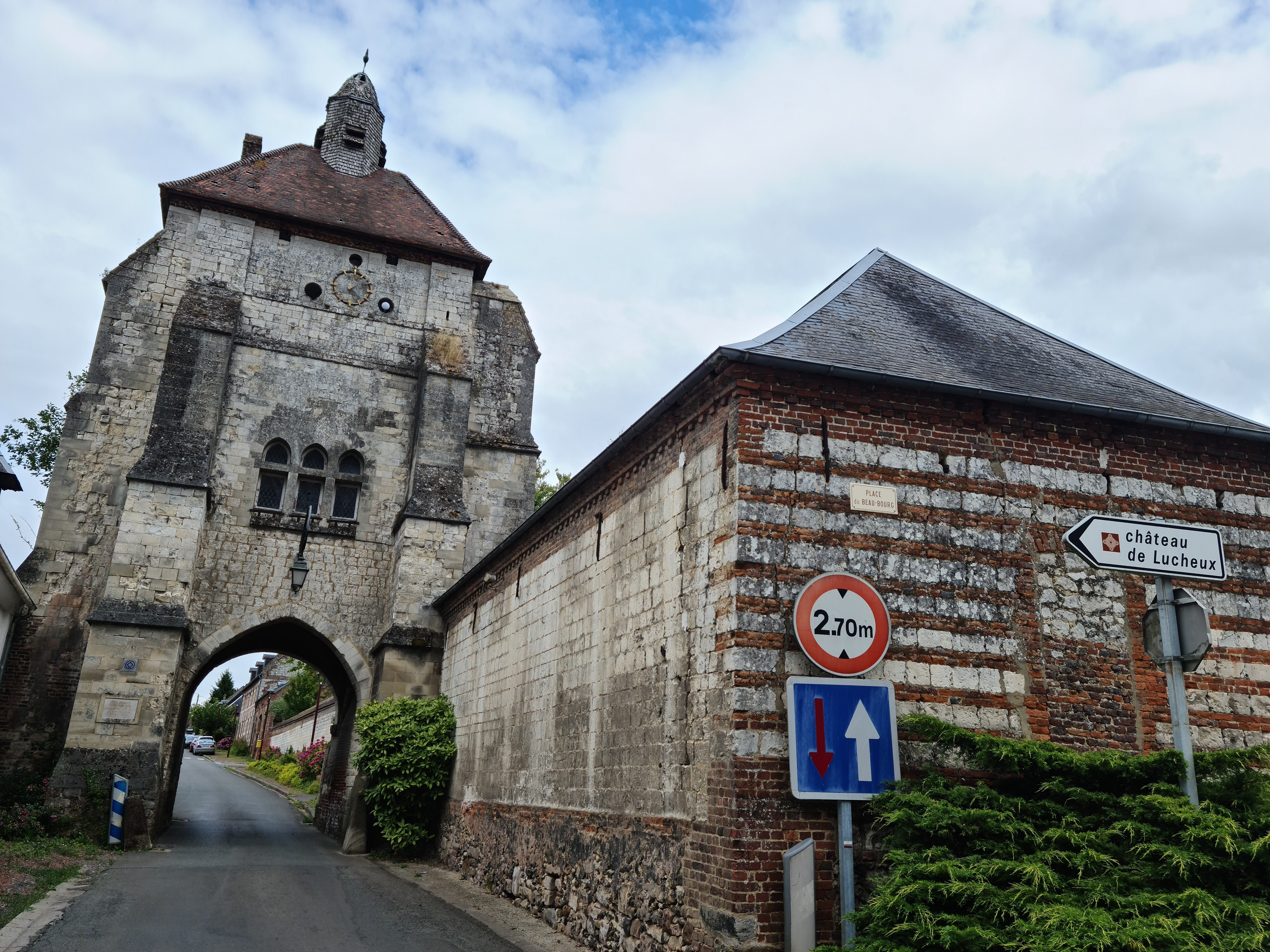
Vers le château de Lucheux

Lucheux est une commune française située dans le département de la Somme en région Hauts-de-France.

## Géographie

### Localisation
Lucheux est un village aux confins de la Somme avec le Pas-de-Calais. Il est à la frontière entre Amiénois et Artois, le beffroi pouvant symboliser (métaphoriquement) une porte entre ces pays traditionnels. 
À vol d'oiseau, la localité est située à 7 km au nord-est de Doullens, 7 km au nord-ouest de Pas-en-Artois, 28 km au sud-ouest d'Arras et à 35 km au nord d'Amiens.
Le territoire de la commune est limitrophe de ceux de quatorze communes.
Les communes limitrophes sont Couturelle, Grincourt-lès-Pas, Halloy, Ivergny, Mondicourt, Pommera, Saulty, Le Souich, Sus-Saint-Léger, Warlincourt-lès-Pas, Bouquemaison, Brévillers, Grouches-Luchuel et Humbercourt.

### Nature du sol et du sous-sol
Le sol est tourbeux dans la vallée, formé d'alluvions. Le reste du territoire date de l'ère secondaire, au sud et à l'ouest, la plaine est argileuse, à l'est le sous-sol est calcaire, la marne affleure même le long des pentes, au nord le sous-sol est sabonneux.

### Relief, paysage, végétation
Le territoire de la commune est très boisé, outre la forêt de Lucheux, au nord, se trouve au nord-est, le bois de Robermont, au sud, le bois du Parc, au sud-est, le bois de Watron. La vallée de la Grouches est assez encaissée, elle passe de 102 m d'altitude à son entrée dans la commune à 72 m à sa sortie. Elle est bordée sur ses deux rives par une série de collines qui se rattachent indirectement aux collines de l'Artois. Les collines de la rive droite culminent à une altitude de 145 m environ tandis que celle de la rive gauche se terminent par un plateau qui domine à 172 m au lieu-dit le Beffraye.

### Hydrographie

#### Réseau hydrographique
La commune est située dans le bassin Artois-Picardie. Elle est drainée par la Grouche, la Neuville et le Brévilliers,.
La Grouche, d'une longueur de 17 km, prend sa source dans la commune de Coullemont et se jette  dans l'Authie à Doullens, après avoir traversé six communes.

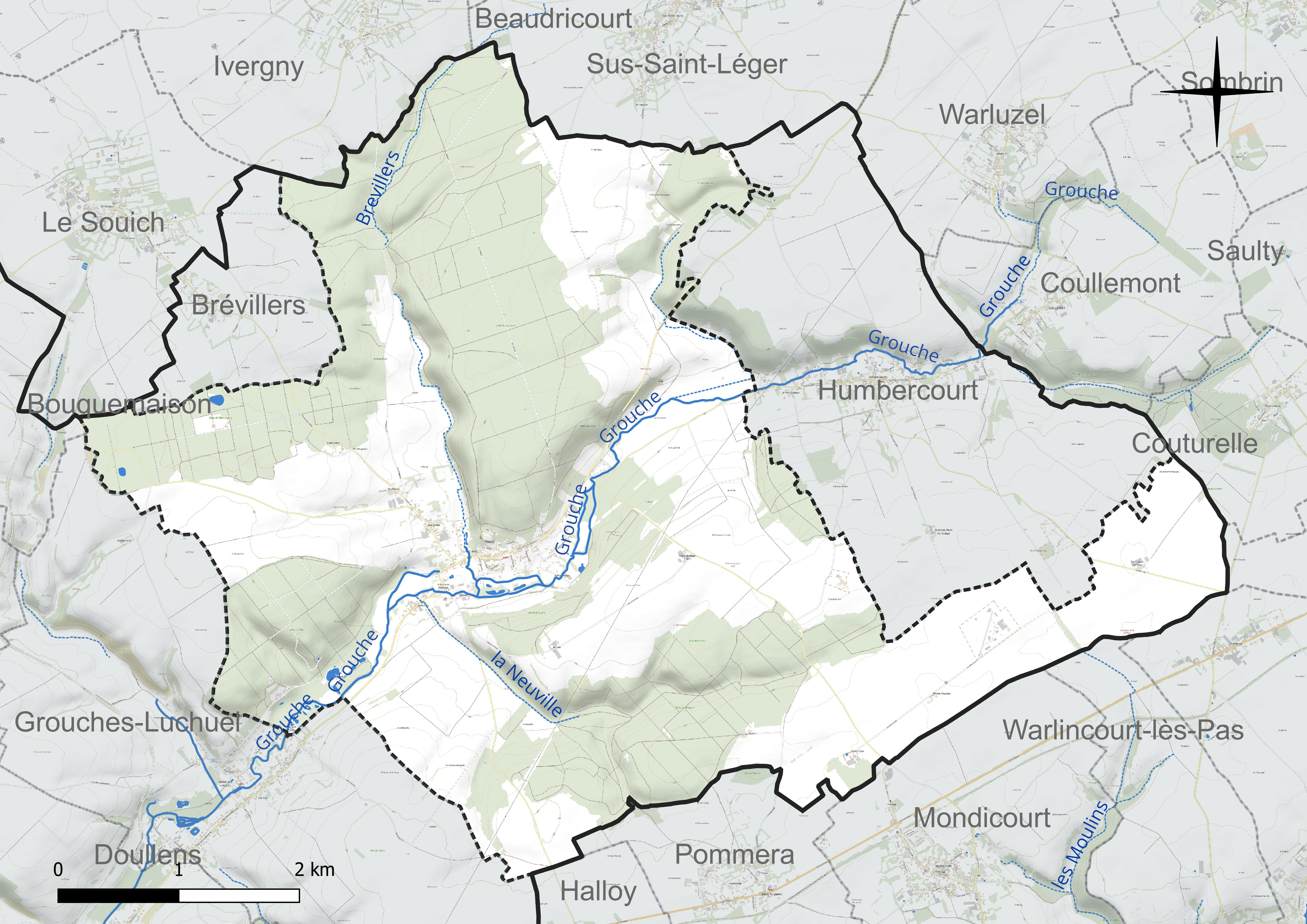
Réseau hydrographique de Lucheux.

#### Gestion et qualité des eaux
Le territoire communal est couvert par le schéma d'aménagement et de gestion des eaux (SAGE) « Authie ». Ce document de planification concerne un territoire de 1 253 km2 de superficie, délimité par le bassin versant de l'Authie. Le périmètre a été arrêté le 5 août 1999 et le SAGE proprement dit est, en 2024, en cours d'élaboration. La structure porteuse de l'élaboration et de la mise en œuvre est le syndicat mixte Canche Et Authie.
La qualité des cours d'eau peut être consultée sur un site dédié géré par les agences de l'eau et l'Agence française pour la biodiversité.

### Climat
Pour des articles plus généraux, voir Climat des Hauts-de-France et Climat de la Somme.
En 2010, le climat de la commune est de type climat océanique dégradé des plaines du Centre et du Nord, selon une étude du CNRS s'appuyant sur une série de données couvrant la période 1971-2000. En 2020, Météo-France publie une typologie des climats de la France métropolitaine dans laquelle la commune est exposée à un climat océanique et est dans la région climatique Côtes de la Manche orientale, caractérisée par un faible ensoleillement (1 550 h/an) ; forte humidité de l'air (plus de 20 h/jour avec humidité relative > 80 % en hiver), vents forts fréquents.
Pour la période 1971-2000, la température annuelle moyenne est de 10,2 °C, avec une amplitude thermique annuelle de 14,1 °C. Le cumul annuel moyen de précipitations est de 824 mm, avec 13,2 jours de précipitations en janvier et 8,9 jours en juillet. Pour la période 1991-2020, la température moyenne annuelle observée sur la station météorologique la plus proche, située sur la commune de Saulty à 9 km à vol d'oiseau, est de 10,4 °C et le cumul annuel moyen de précipitations est de 899,7 mm,. Pour l'avenir, les paramètres climatiques de la commune estimés pour 2050 selon différents scénarios d'émission de gaz à effet de serre sont consultables sur un site dédié publié par Météo-France en novembre 2022.

## Urbanisme

### Typologie

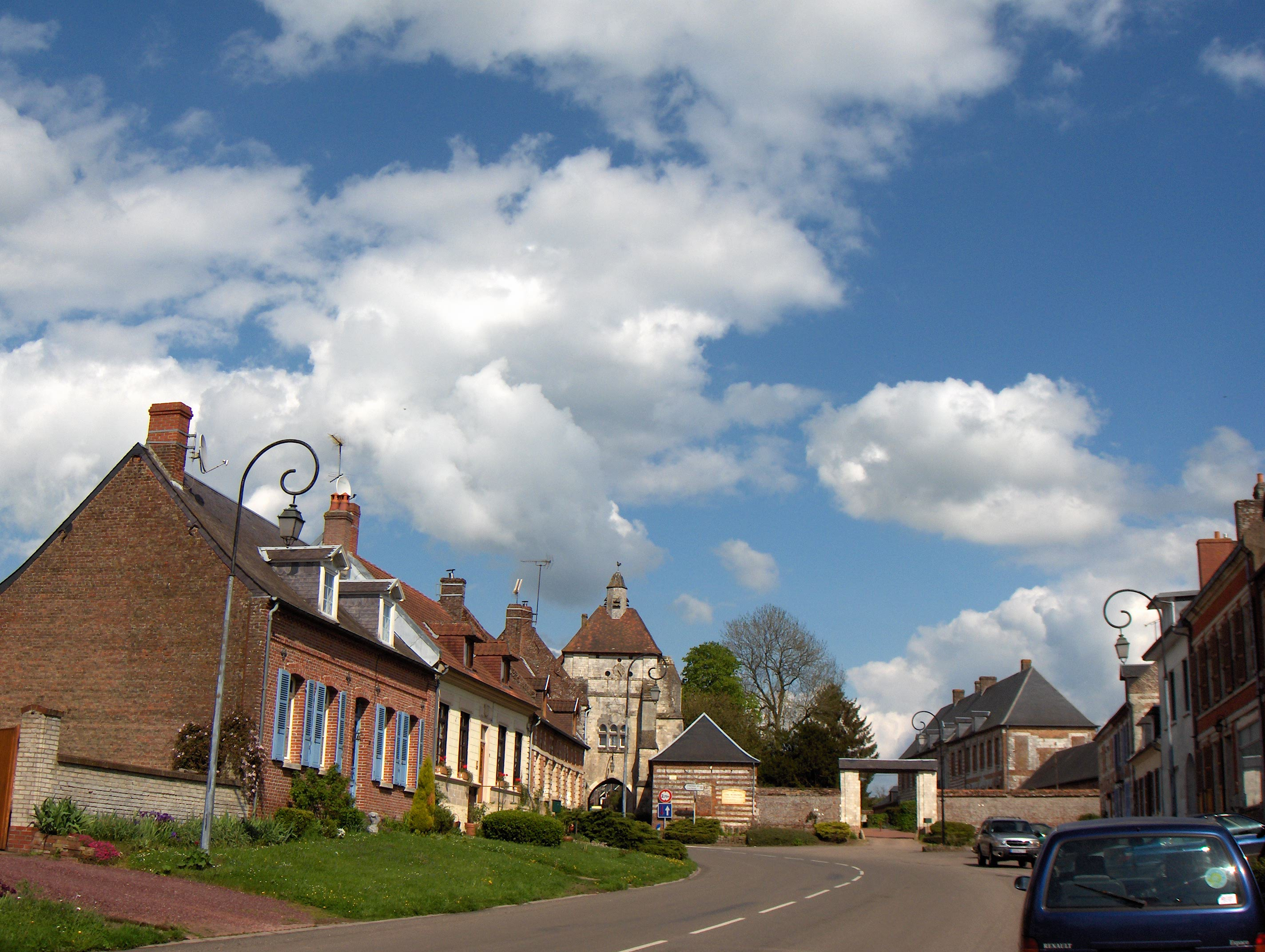
Centre du village

Au 1er janvier 2024, Lucheux est catégorisée commune rurale à habitat dispersé, selon la nouvelle grille communale de densité à sept niveaux définie par l'Insee en 2022.
Elle est située hors unité urbaine. Par ailleurs la commune fait partie de l'aire d'attraction d'Amiens, dont elle est une commune de la couronne,. Cette aire, qui regroupe 369 communes, est catégorisée dans les aires de 200 000 à moins de 700 000 habitants,.

### Occupation des sols
L'occupation des sols de la commune, telle qu'elle ressort de la base de données européenne d'occupation biophysique des sols Corine Land Cover (CLC), est marquée par l'importance des territoires agricoles (52,2 % en 2018), une proportion sensiblement équivalente à celle de 1990 (51,7 %). La répartition détaillée en 2018 est la suivante : 
forêts (45,6 %), terres arables (43,6 %), prairies (8,5 %), zones urbanisées (2,2 %). L'évolution de l'occupation des sols de la commune et de ses infrastructures peut être observée sur les différentes représentations cartographiques du territoire : la carte de Cassini (XVIIIe siècle), la carte d'état-major (1820-1866) et les cartes ou photos aériennes de l'IGN pour la période actuelle (1950 à aujourd'hui).

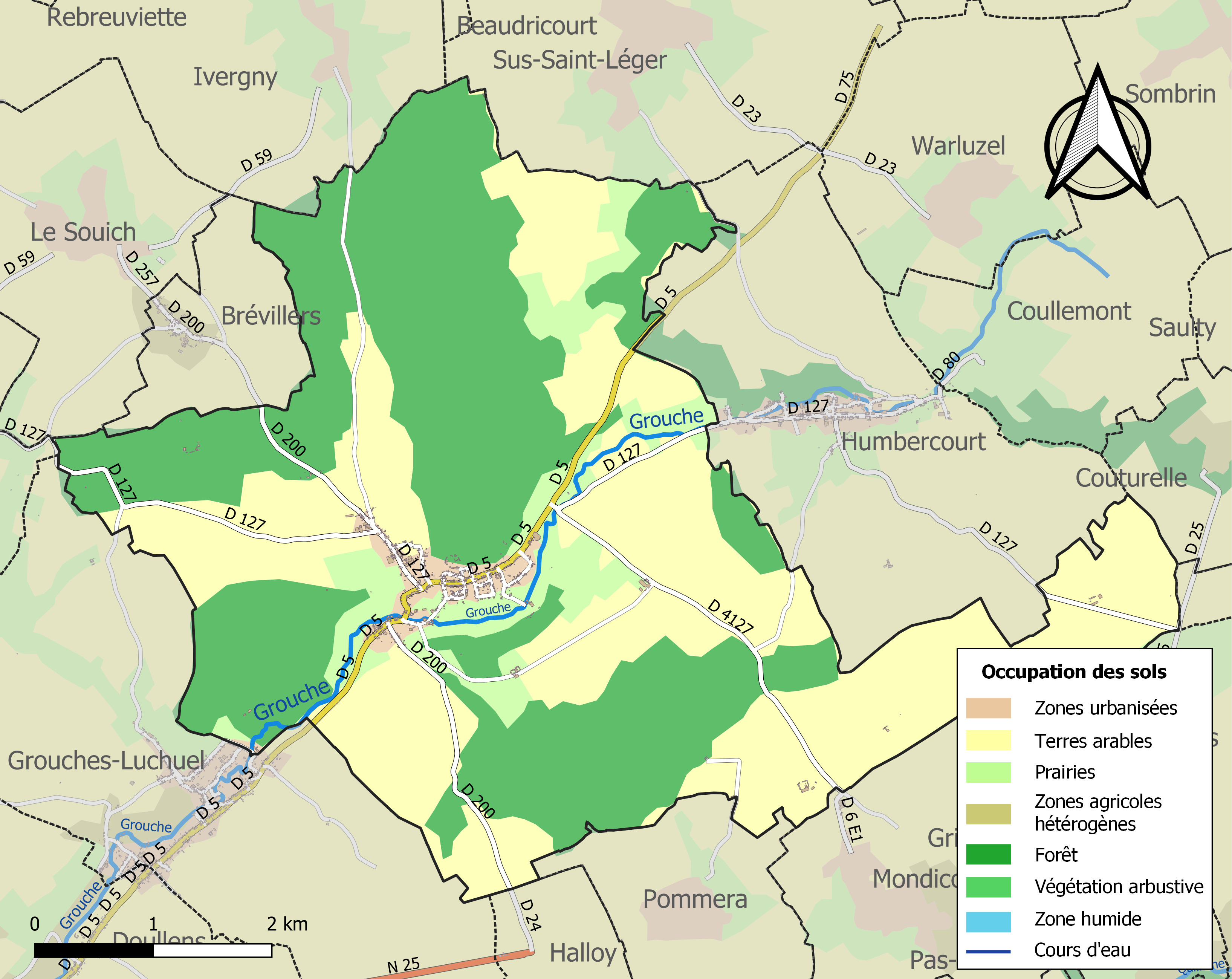
Carte des infrastructures et de l'occupation des sols de la commune en 2018 (CLC).

## Toponymie
Le nom de la localité est attesté sous les formes Luchoi en 1147 ; Luceus en 1160 ; Lucheu en 1161 ; Luceium en 1186 ; Luceu en 1211 ; Luchetum en 1220 ; Lucetum en 1246 ; Luchueux en 1422 ; Luxieu en 1464 ; Luchieu en 1470 ; Luchu en 1567 ; Luyeu en 1608 ; Lucheusle en 1638 ; Lucheul en 1648 ; Lucheux entre 1619 et 1633 ; Lucheulx en 1619.
Issu du gaulois luxa « clairière, champ ». De Lux (lumière) et Lueus (bois sacré). On prétend que, dans la forêt, se trouvait une lumière servant de fanal à l'époque gallo-romaine. Lucheux a été une résidence des druides.

## Histoire

### Antiquité
Une pierre, au lieudit de Haravesne, est dite datant de l'époque gauloise. Les druides s'y seraient livré à des sacrifices.
Des sarcophages gallo-romains ont été découverts à une faible profondeur.

### Moyen Âge

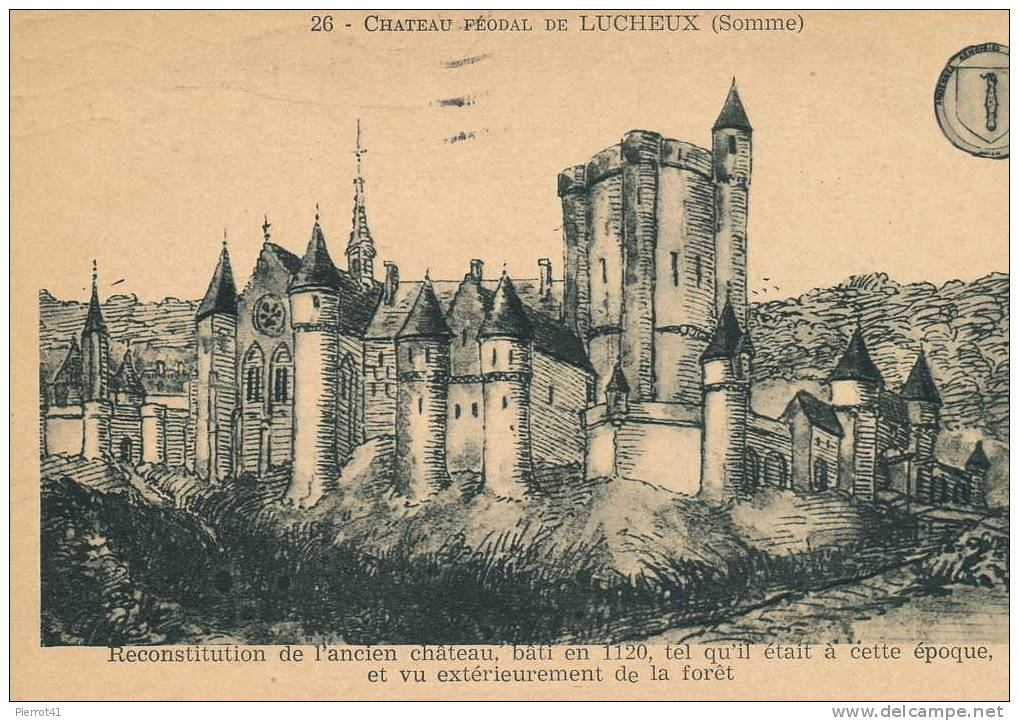
Reconstitution du château, imaginé dans sa situation en 1120.

En 678, saint Léger est mis à mort par Ebroïn dans le bois de Sarcing (Cherchin en picard). Une chapelle en rappelle l'emplacement.
Le château-fort daterait des invasions normandes.
Selon Camille Enlart, « le bourg de Lucheux, résidence des comtes de Saint-Pol, est une enclave de l'Artois dans la Picardie ».
L'église, de style roman, aurait été construite en 1070, elle était à la fois une église paroissiale et un prieuré. Des chanoines installés dans une dépendance du château la desservaient en même temps que la chapelle seigneuriale,,.
La légende voudrait faire croire  que Louis XI aurait signé l'édit des Postes, encore appelé édit de Luxiès, le 19 juin 1464, dans le beffroi communal, construit au début du XIIe siècle,.

### Époque moderne
Le château est pris par le capitaine protestant Cocqueville en 1568 lors de la troisième guerre de Religion.
Il est également assiégé et pris en 1595, lors d'une opération annexe du siège de Doullens, par les Espagnols d'Hernando Teillo de Porto Carrer pendant la huitième et dernière guerre de Religion.

### Époque contemporaine
Après la bataille de Waterloo de 1815, Anglais et Cosaques séjournèrent à Lucheux.
Deuxième République : en 1849, comme dans toutes les communes de France, la population masculine majeure peut, pour la première fois, aller voter grâce à l'instauration du suffrage universel. Voici la répartition (en nombre) de quelques-uns des patronymes des 384 électeurs,(saisie non exhaustive) :
| Agnéré | Boucher | Bernard | Démolin | François | Hémery | Maillard | Tellier | Vérité |
| 3      | 5       | 10      | 7       | 13       | 18     | 5        | 5       | 15     |

A la fin de la Guerre franco-allemande de 1870, les Prussiens s'établissent en 1871 pendant huit jours dans le village.
Le dernier loup de la Somme au XIXe siècle a été abattu en 1880 dans la forêt de Lucheux.

Lucheux avant la Première Guerre mondiale
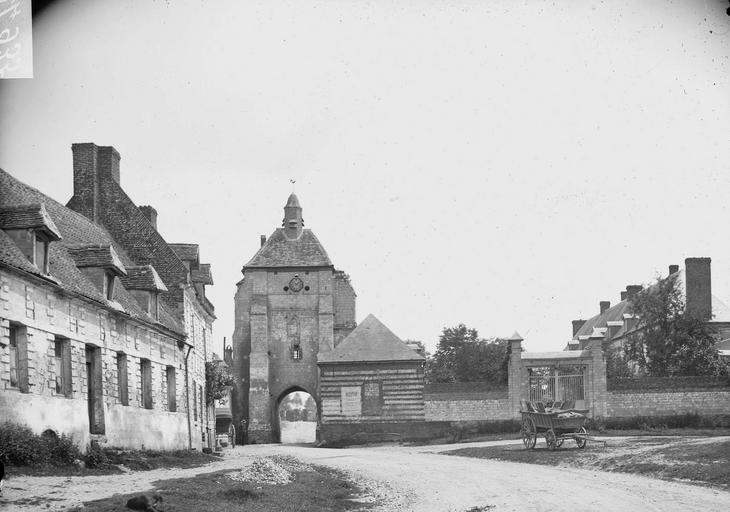
Le beffroi.
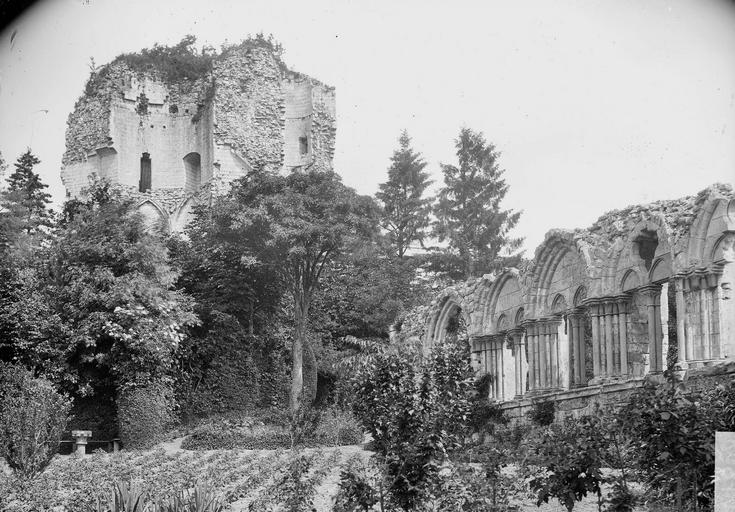
Le château.
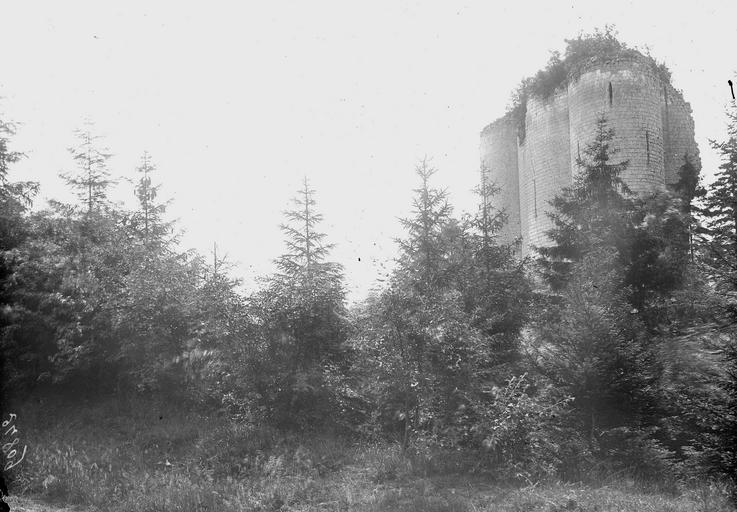
Le château.
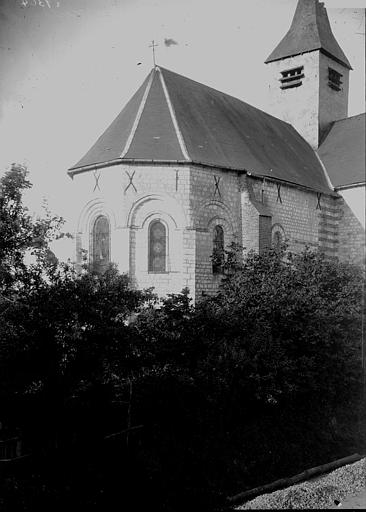
Le chevet de l'église.
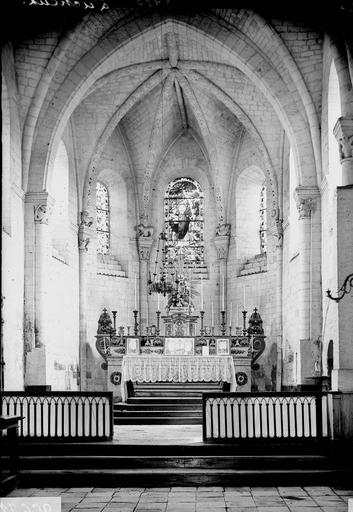
Le chœur de l'église.

## Politique et administration
Le nombre d'habitants de la commune étant compris entre 500 et 1 499, le nombre de membres du conseil municipal est de 15.

### Liste des maires
| Période                                  | Période                      | Identité             | Étiquette | Qualité                         |
| ---------------------------------------- | ---------------------------- | -------------------- | --------- | ------------------------------- |
| Les données manquantes sont à compléter. |                              |                      |           |                                 |
| avant 1995                               |                              | Guy Hémery           |           |                                 |
| Les données manquantes sont à compléter. |                              |                      |           |                                 |
| mars 2001                                | 2008                         | Pierre Trzcialkowski |           |                                 |
| mars 2008                                | En cours (au 8 octobre 2020) | Michel Duhautoy      |           | Réélu pour le mandat 2020-2026, |

### Distinctions et labels
Classement au concours des villes et villages fleuris : deux fleurs récompensent en 2015 les efforts locaux en faveur de l'environnement.

## Population et société

### Démographie
L'évolution du nombre d'habitants est connue à travers les recensements de la population effectués dans la commune depuis 1793. Pour les communes de moins de 10 000 habitants, une enquête de recensement portant sur toute la population est réalisée tous les cinq ans, les populations de référence des années intermédiaires étant quant à elles estimées par interpolation ou extrapolation. Pour la commune, le premier recensement exhaustif entrant dans le cadre du nouveau dispositif a été réalisé en 2005.

En 2022, la commune comptait 521 habitants, en évolution de −3,16 % par rapport à 2016 (Somme : −1,26 %, France hors Mayotte : +2,11 %).
| 1793  | 1800  | 1806  | 1821  | 1831  | 1836  | 1841  | 1846  | 1851  |
| ----- | ----- | ----- | ----- | ----- | ----- | ----- | ----- | ----- |
| 1 060 | 1 025 | 1 112 | 1 252 | 1 272 | 1 245 | 1 226 | 1 250 | 1 292 |

| 1856  | 1861  | 1866  | 1872  | 1876 | 1881 | 1886 | 1891 | 1896 |
| ----- | ----- | ----- | ----- | ---- | ---- | ---- | ---- | ---- |
| 1 302 | 1 320 | 1 289 | 1 165 | 988  | 933  | 908  | 891  | 825  |

| 1901 | 1906 | 1911 | 1921 | 1926 | 1931 | 1936 | 1946 | 1954 |
| ---- | ---- | ---- | ---- | ---- | ---- | ---- | ---- | ---- |
| 777  | 777  | 731  | 700  | 730  | 622  | 564  | 561  | 608  |

| 1962 | 1968 | 1975 | 1982 | 1990 | 1999 | 2005 | 2006 | 2010 |
| ---- | ---- | ---- | ---- | ---- | ---- | ---- | ---- | ---- |
| 522  | 543  | 513  | 553  | 607  | 568  | 586  | 589  | 593  |

| 2015 | 2020 | 2022 | - | - | - | - | - | - |
| ---- | ---- | ---- | - | - | - | - | - | - |
| 545  | 515  | 521  | - | - | - | - | - | - |

### Enseignement
Les communes de Bouquemaison, Brévillers, Lucheux, Humbercourt et Grouches-Luchuel gèrent l'enseignement primaire au sein du regroupement pédagogique intercommunal de la Vallée de la Grouche, qui, en février 2018, scolarise 151 élèves.

## Culture locale et patrimoine

### Lieux et monuments
Lucheux est une petite cité médiévale au riche patrimoine architectural dont  le beffroi, le château, l'église  illustrent la division en trois ordres de la société médiévale,,.
- Beffroi[44],[45],  Patrimoine mondial (2005)[46]  Classé MH (1896). Il  a été aménagé dans une des anciennes portes de la ville. Jeanne d'Arc y fut enfermée avant d'être conduite à Rouen[41],[47].

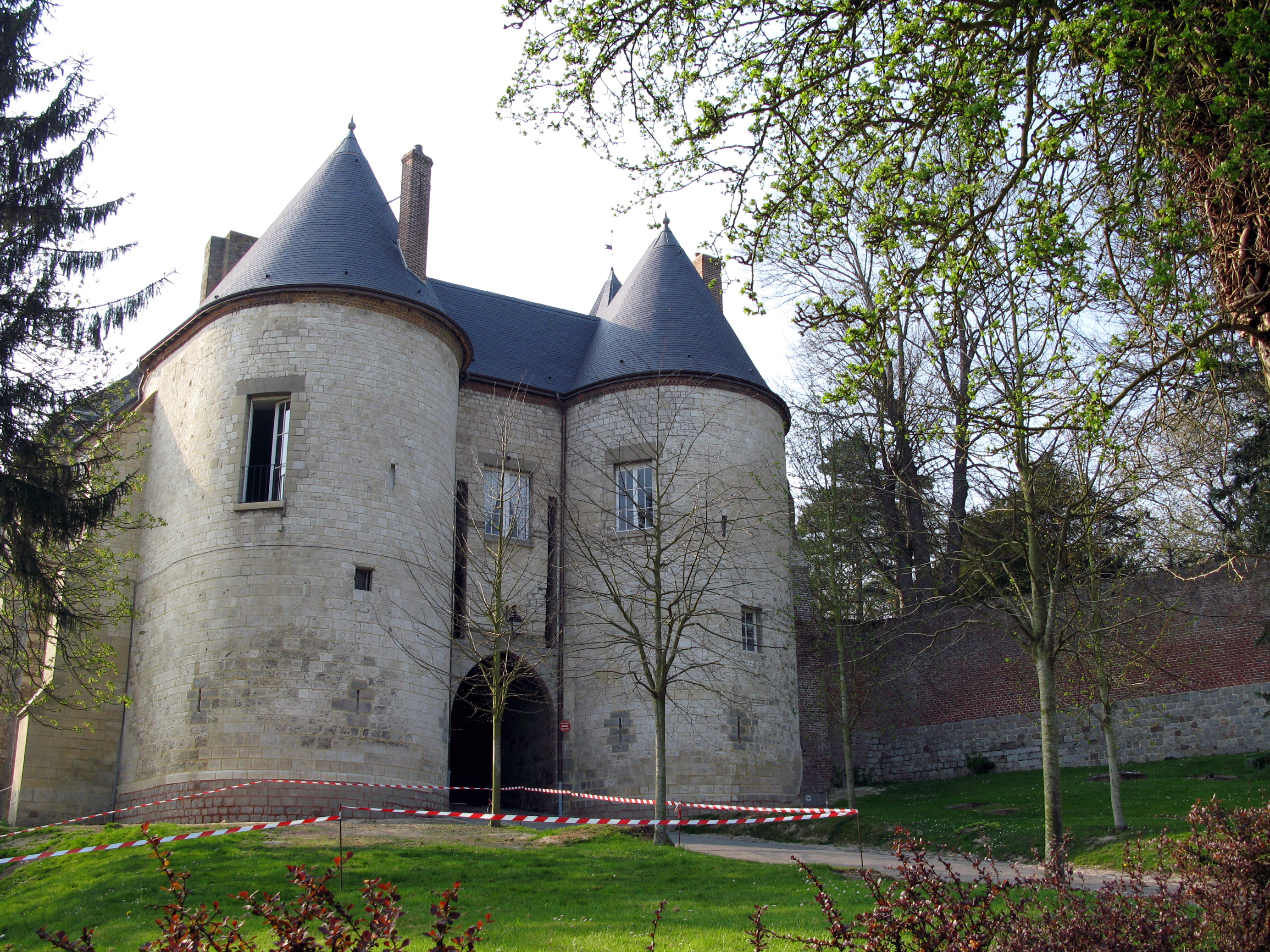
Entrée du château.

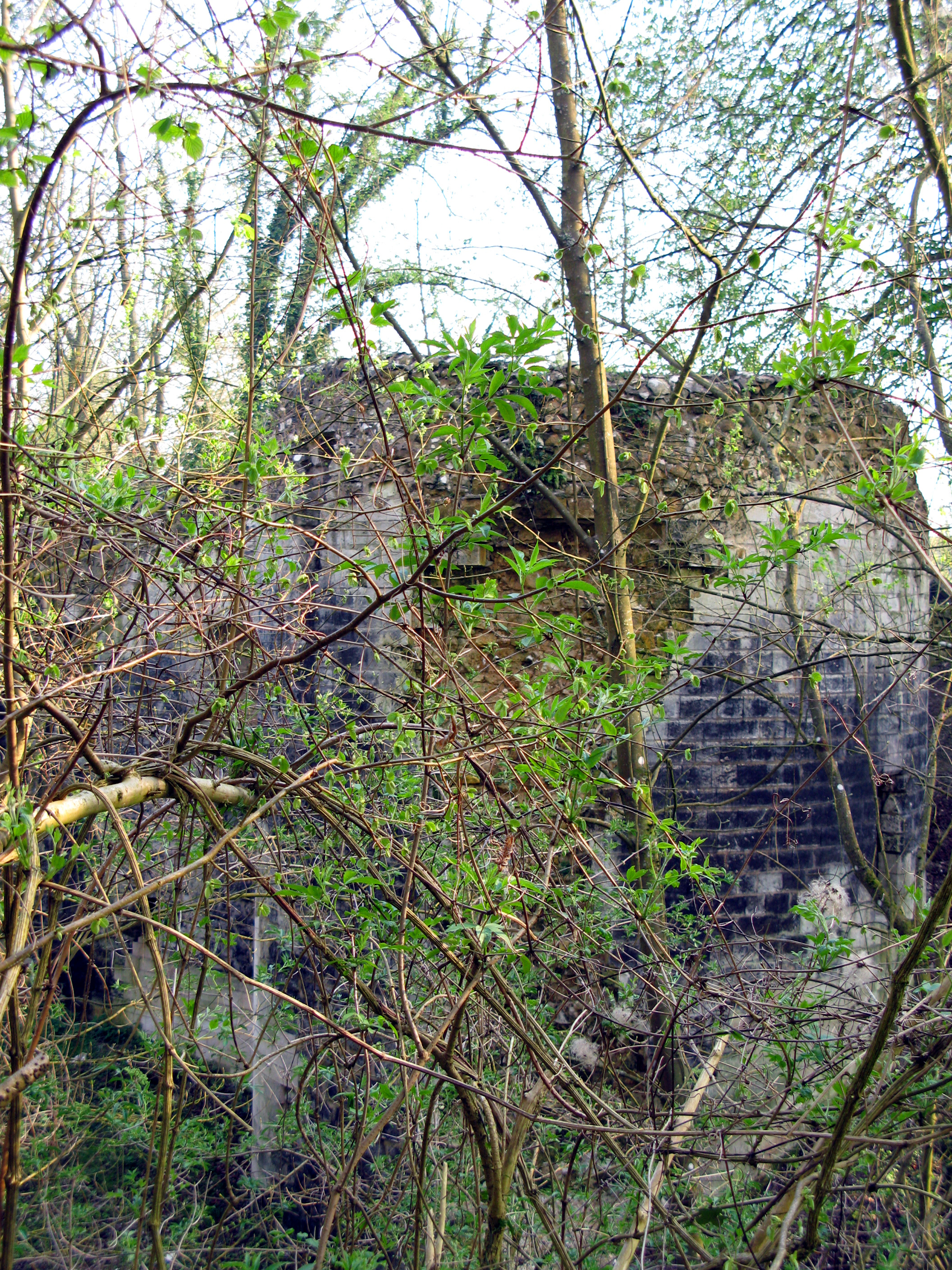
Arbustes envahissant partiellement le fossé du château (avril 2007).

- Château[48],[49],[50],[51], édifié en 1120 par Hugues II de Campdavaine, comte de Saint-Pol. C'est un puissant ouvrage militaire, régulièrement victime des nombreux combats se déroulant dans la région ; détruit à plusieurs reprises par les troupes anglaises, bourguignonnes et espagnoles, il est définitivement démantelé sous le règne de Louis XIII[41].
Il subsiste de la forteresse la porte du Bourg (du XIVe siècle) encadrée par deux tours à poivrière, la porte du Haut-Bois et les ruines du donjon du XIIIe siècle remarquable par sa grande salle aux fenêtres géminées sous arcatures[52].

Ce château fort domine le bourg (au nord de la route menant à Avesnes-le-Comte) et, accessible depuis son centre (à 200 mètres environ du beffroi), il présente à la vallée une muraille abrupte (partie de bâtiment occupé par une institution) et, à la forêt voisine, des ruines de tours rondes. Le fossé entourant la forteresse est préservé ; sa partie du côté habité est tondue ou fauchée, mais il est pour le reste majoritairement envahi par la végétation qui empêche le visiteur d'en faire le tour avec le confort pédestre et visuel souhaité. Les vestiges de tours rondes sont ainsi cachés sur leur face extérieure, alors que l'entrée (avec poivrières) est parfaitement entretenue et restaurée. L'intérieur permet de comprendre les dimensions du logis seigneurial dont il subsiste les murs et baies géminées de la « grande salle », en contrebas de la motte sur laquelle se dresse un pan conservé du donjon.  Classé MH (1965).
En 2019, le château, à l'abandon, est fermé au public, mais pourrait être revitalisé, avec l'aménagement de quelques logements dans certains bâtiments et l'installation d'un espace destiné au public pour l'organisation d'expositions et de manifestations culturelles,

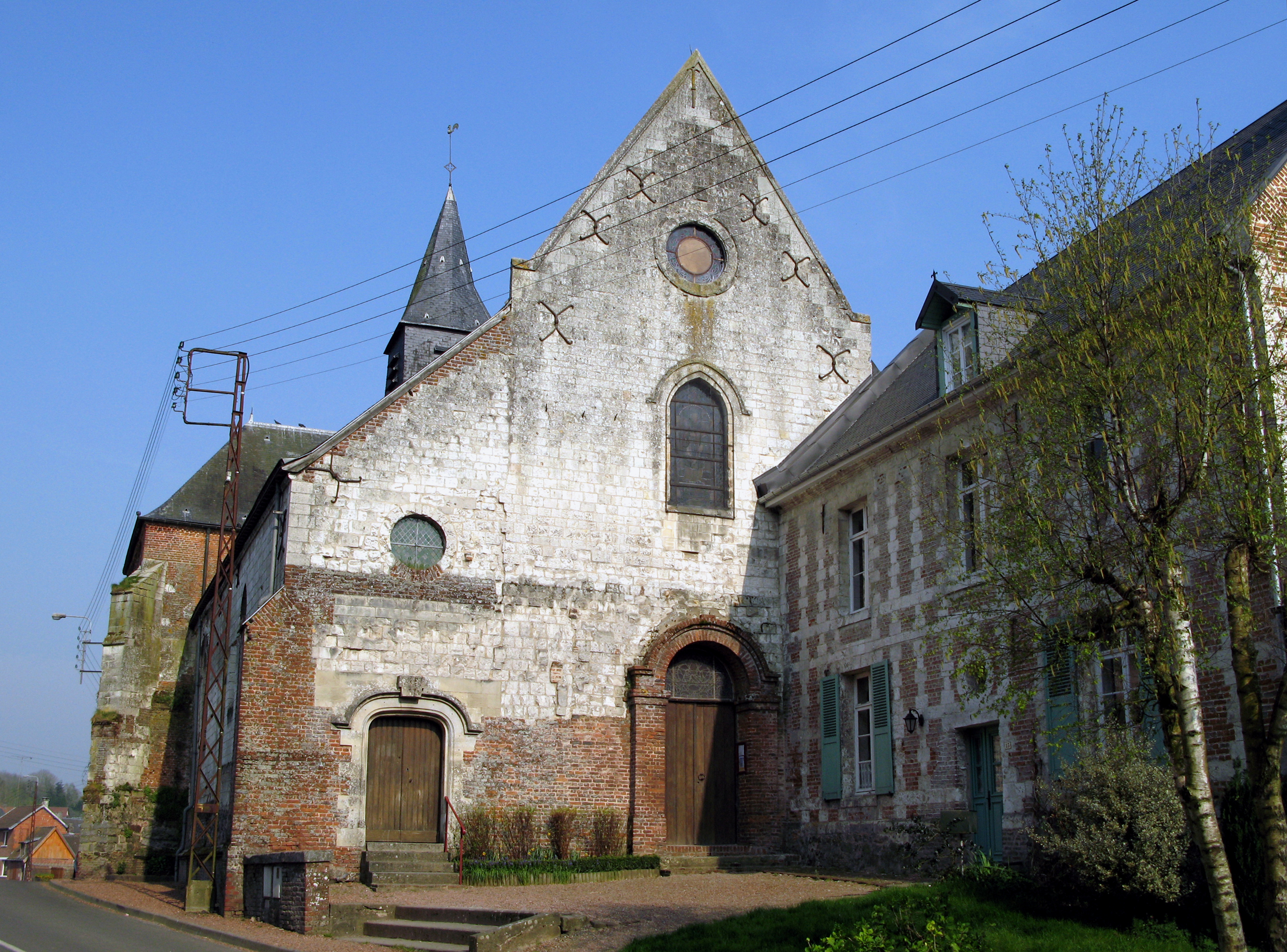
L'église Saint-Léger.

- Église Saint-Léger[56],[57],[58]  Classé MH (1913), portant le nom de saint Léger l'évêque d'Autun martyrisé en forêt de Lucheux au VIIe siècle[59], date du XIIe siècle et conserve de cette époque des voûtes d'ogives parmi les plus anciennes de France[41]. 
Les chapiteaux romans y sont encore intacts[60] et plusieurs d'entre eux illustrent les péchés capitaux, comme le mentionne un ancien panneau fixé sur un mur intérieur de l'édifice. Un vitrail représente l'exécution de saint Léger (deux des trois hommes chargés de la besogne s'étaient convertis in extremis et avaient refusé de l'exécuter, on les voit agenouillés, les mains jointes, devant le martyr, le troisième est derrière lui, l'arme levée, prêt à le décapiter).

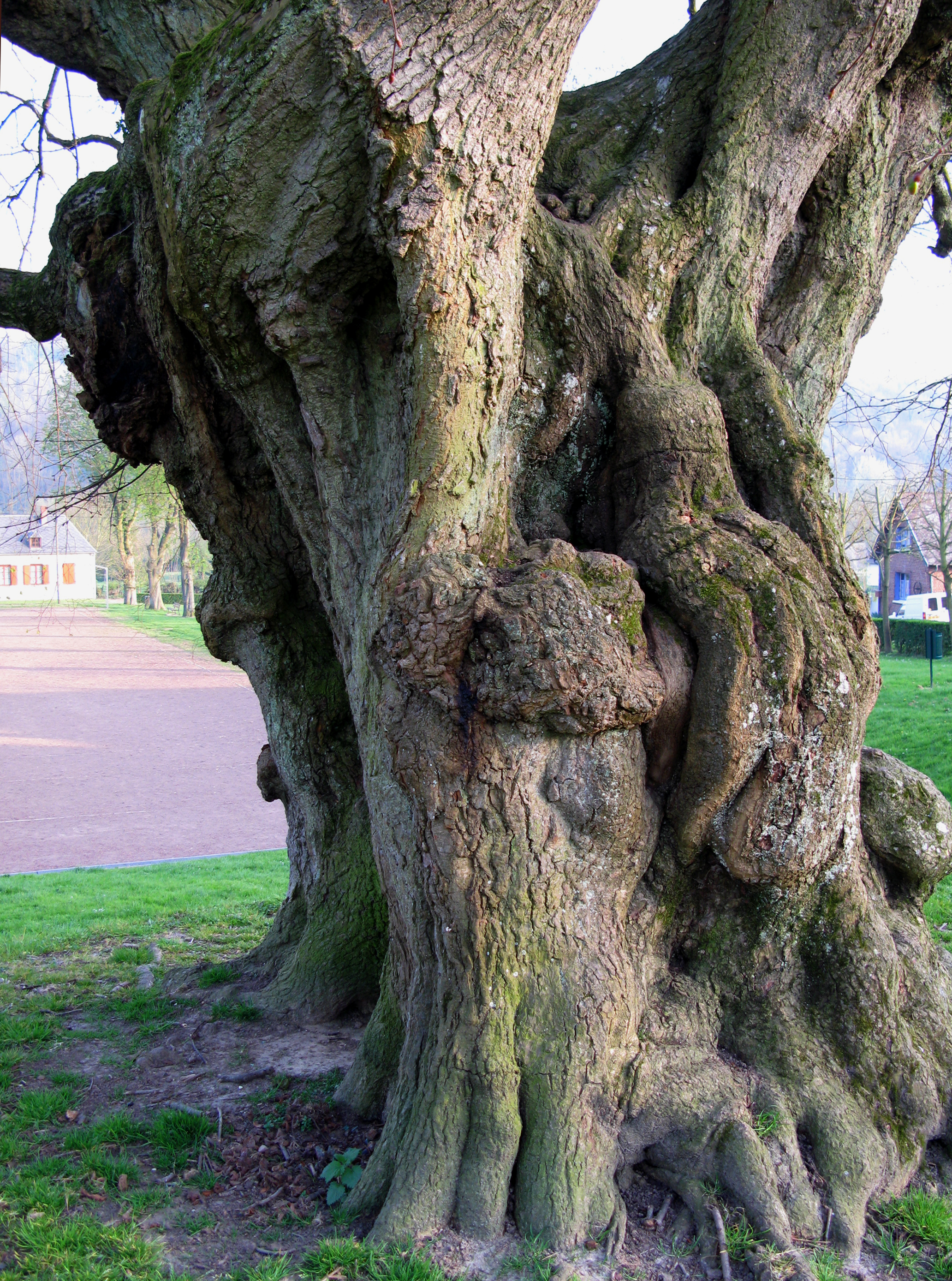
Larbre creux.

- L'Arbre Creux ou Arbre des épousailles, arbre remarquable, curiosité botanique : 
Il s'agirait probablement de deux vieux tilleuls emmêlés, ou d'un seul ayant subi les affres du temps[61], sur la place du Jeu-de-Tamis, jadis objet d'une tradition locale liée au jour du mariage. 
Tradition encore, on dit que cet arbre daterait du début des années 1600. D'autres sources mènent à penser qu'il s'agirait d'un arbre de la liberté, planté en 1848[61]. La désignation "arbre aux épousailles" est le titre donné à des cartes postales ayant pour thème cet « arbre creux » au tout début du XXe siècle[62]. Il a été classé monument naturel en 1930 sous la désignation « Arbre des mariages »[63].

- Mairie, installée dans un beau bâtiment du XVIIIe siècle.
Avant que s'y installe la mairie, le bâtiment était désigné comme maison des Carmes.
- Chapelle Saint-Léger : 
À un kilomètre et demi du village, nichée dans la forêt, une chapelle a été érigée au lieu où l'évêque d'Autun aurait été exécuté le 2 octobre 678. À l'intérieur, une fresque représente son supplice. Réalisée en 1989, elle est due à Daniel Lefort[64].
- Maisons du XVIIIe siècle : 
Le village de Lucheux possède encore quelques belles maisons picardes typiques du XVIIIe siècle ayant conservé une partie de leur authenticité et mises en valeur depuis la prise de conscience de l'intérêt du patrimoine rural régional.
- Forêt de Lucheux : 
C'est une forêt privée interdite à la promenade. Cependant, la commune a gardé la jouissance du chemin Royal qui la traverse. De plus, certains sentiers sont passés en GR .

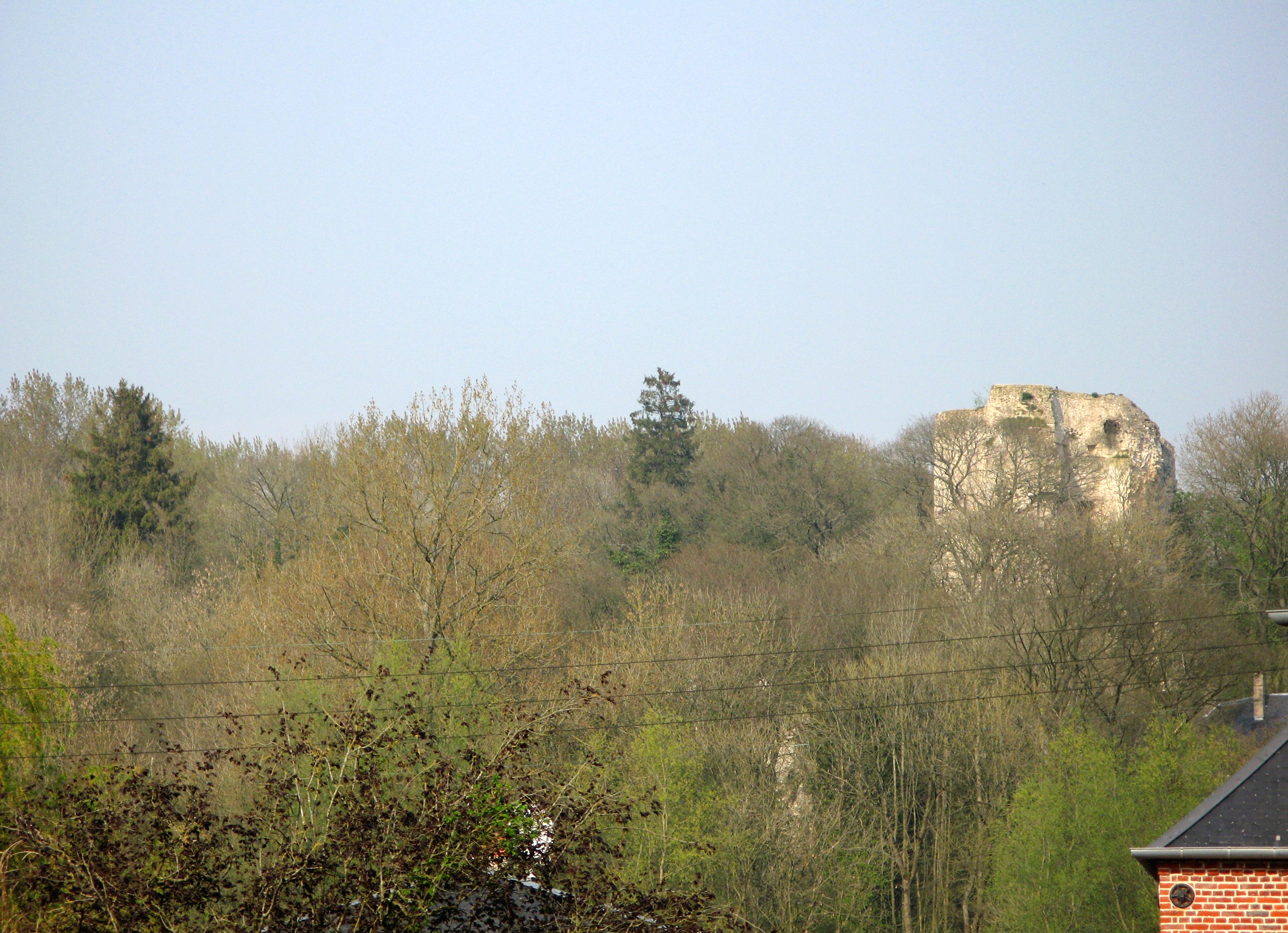
Ruine du donjon (vue depuis l'église ou le cimetière).
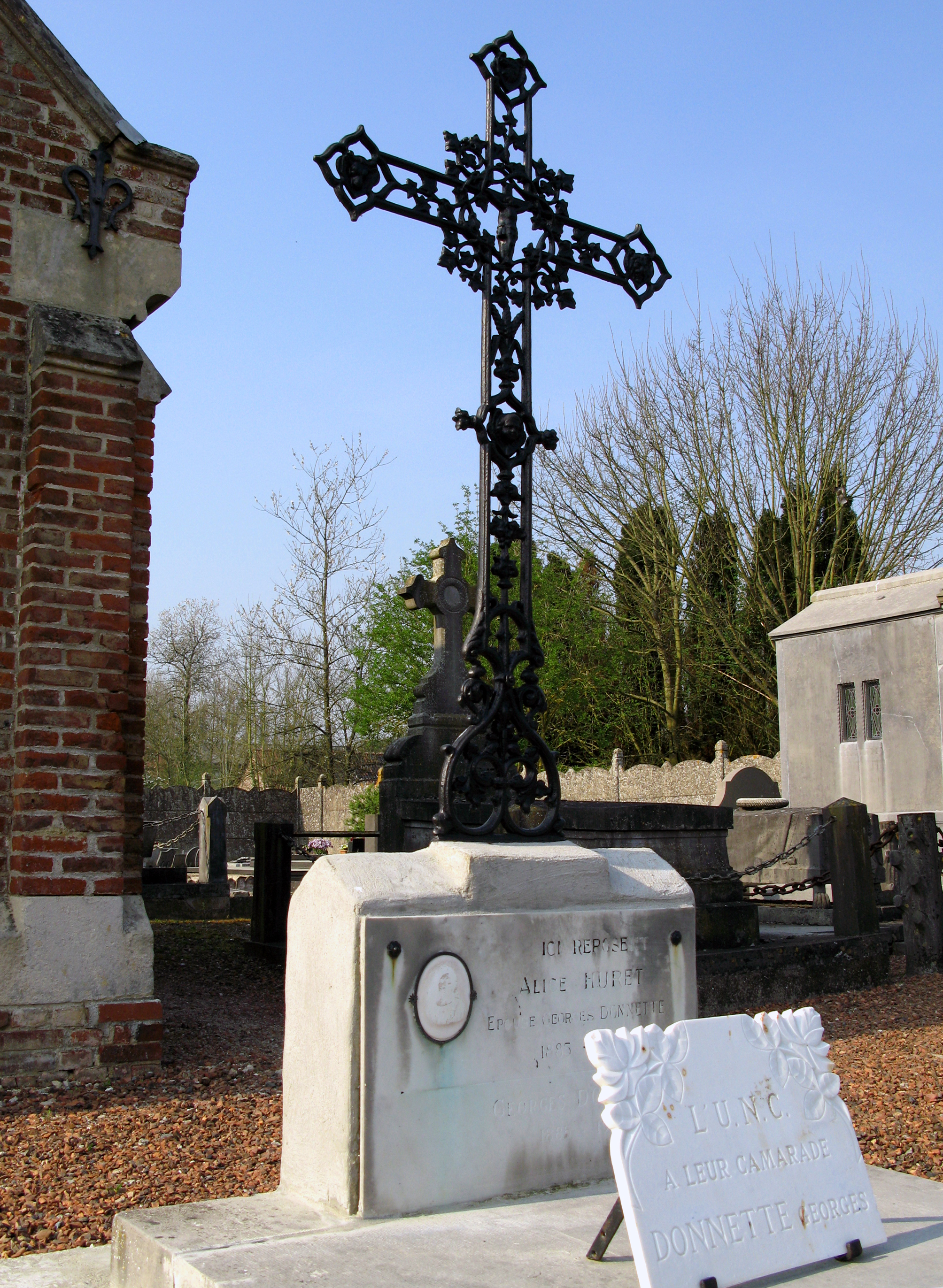
Croix de fonte d'une tombe au cimetière.
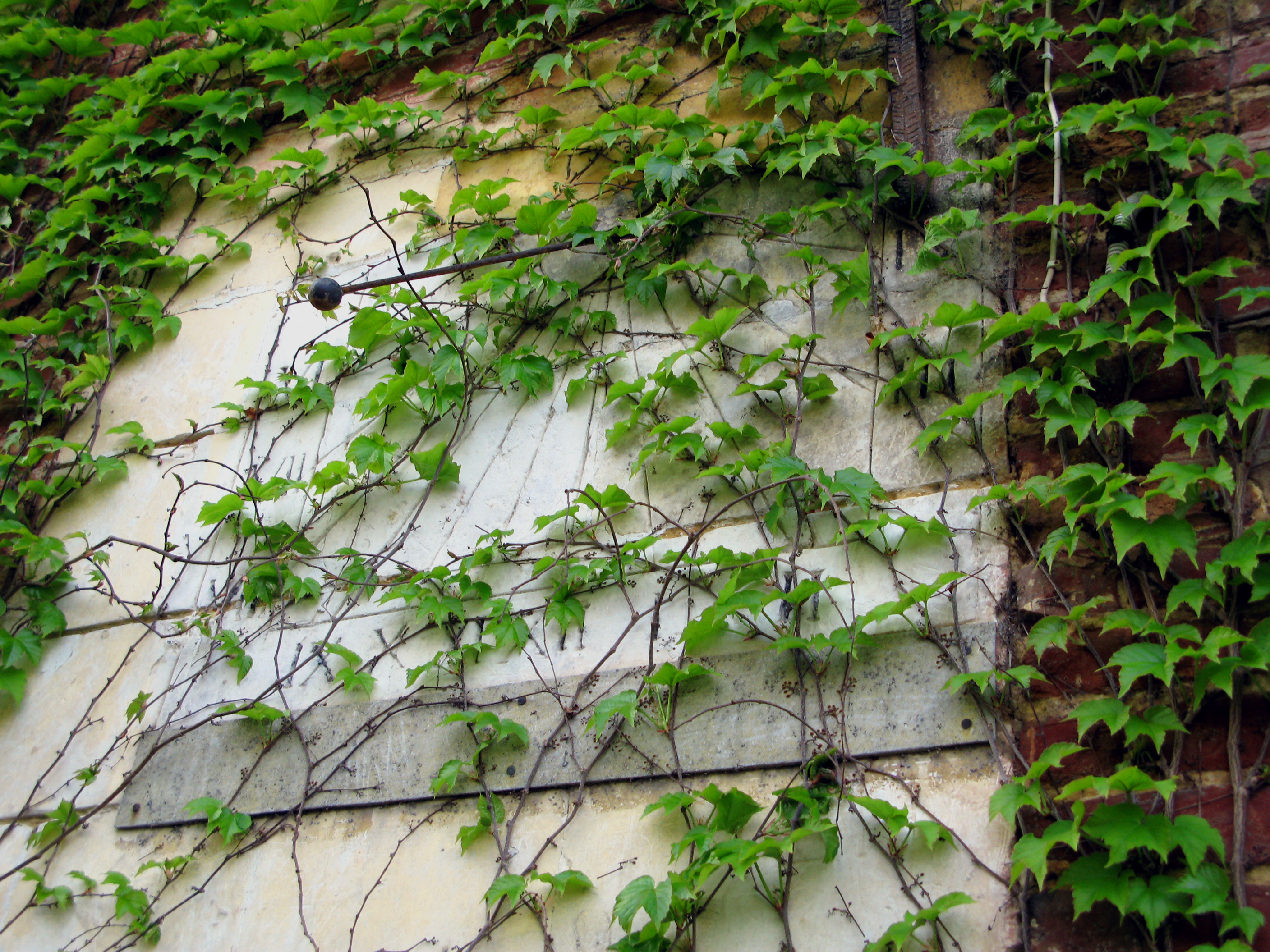
Cadran solaire dont le style terminé par une petite sphère surgit de la végétation envahissante.

### Personnalités liées à la commune
- Saint Léger ou Leodogarius (sur les bords du Rhin, en Austrasie vers 615 - forêt de Sarcing, aujourd'hui Lucheux 678). Évêque d'Autun, il fut martyrisé à plusieurs reprises et mourut décapité dans la forêt de Sarcing.
- Jean-Baptiste Delecloy ; né à Lucheux en 1747, mort à Amiens en 1807. Delecloy fut notaire royal à Doullens. Sous la Révolution, il fut élu député de la Somme à la Convention. Lors du procès de Louis XVI, il vota la mort du roi en tempérant son vote de la mention « avec sursis jusqu'à la paix ». Ce qui valut néanmoins à sa maison natale à Lucheux le nom de « maison du Régicide ». Une rue du village porte son nom.
- Antoine Joseph Thorillon, homme politique né à Lucheux en 1741.

### Héraldique
| Blason de Lucheux | Blason  | D'azur à un brochet d'argent langué de gueules, posé en pal. |
| Blason de Lucheux | Détails | Il s'agit d'armes parlantes luceus signifiant brochet en latin. Elles furent utilisées pour la première fois en 1270 par la commune de Lucheux,. Le statut officiel du blason reste à déterminer. |